# Hans-Walter Peters

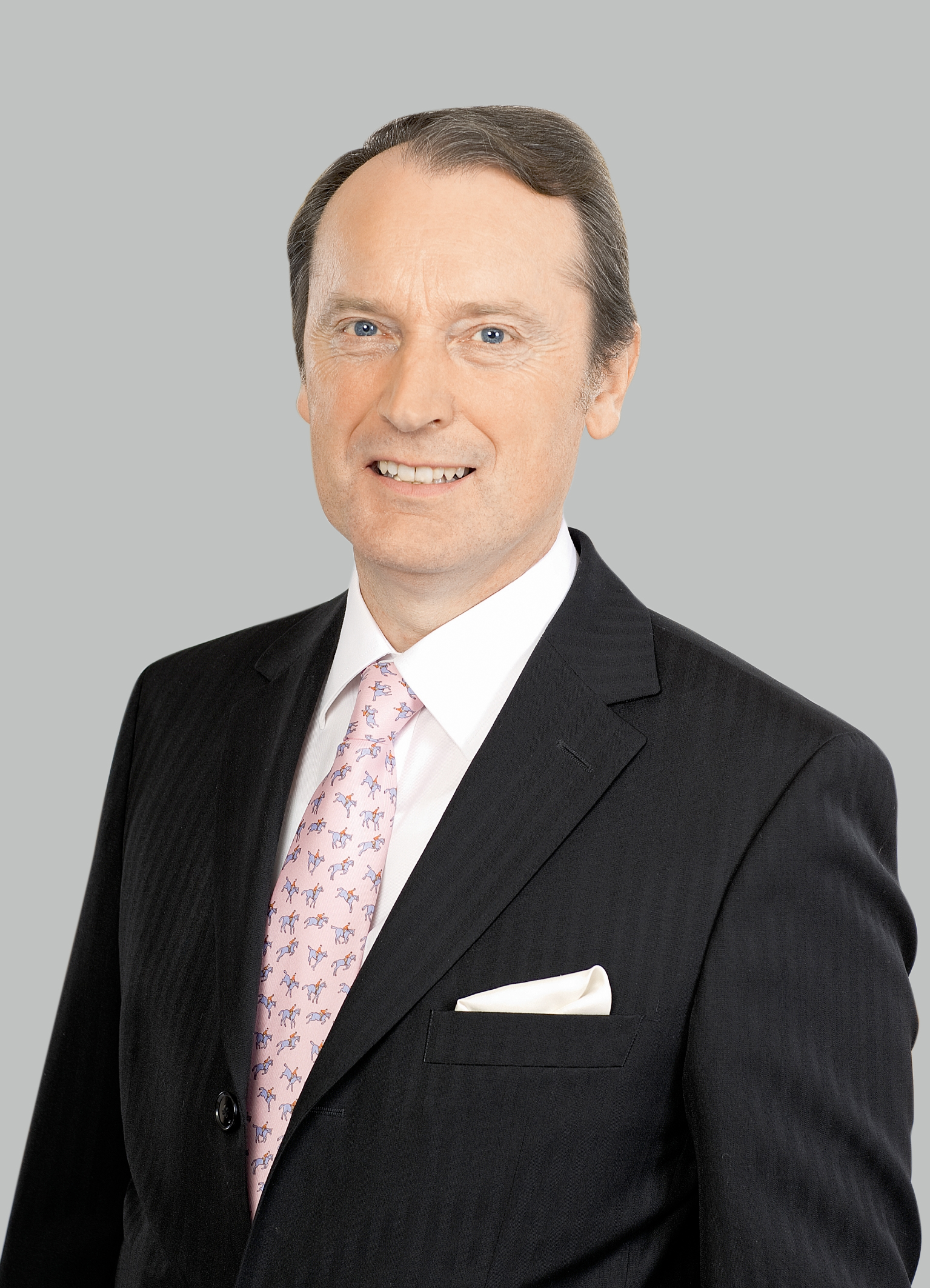
Hans-Walter Peters (2016)

Hans-Walter Peters (* 3. April 1955 in Soltau) ist ein deutscher Privatbankier.

## Herkunft und Studium
Sein Vater Walter Peters war 34 Jahre lang Stadtdirektor in Schneverdingen. Nach dem Abitur absolvierte Hans-Walter Peters ein Studium der Volkswirtschaftslehre und Statistik an der Universität Dortmund. 1986 wurde er an der Christian-Albrechts-Universität zu Kiel mit einer Arbeit über „Kapitalmarkttheorie und Aktienmarktanalyse“ zum Dr. sc. pol. promoviert.

## Berufsweg
Seine berufliche Laufbahn begann er 1987 als Analyst für festverzinsliche Wertpapiere bei der Dresdner Bank in Frankfurt. Von 1989 bis 1990 leitete er die Portfoliostrategie bei der DG Bank und übernahm 1990 den Bereich Wertpapier bei der Frankfurter Volksbank.
1994 trat er bei Berenberg ein und verantwortete den Ausbau des Wertpapier-Geschäfts. 1997 wurde er Generalbevollmächtigter der Privatbank, im Januar 2000 persönlich haftender Gesellschafter.
Im Januar 2009 übernahm er die neu geschaffene Position des Sprechers der persönlich haftenden Gesellschafter, er verfügt zusammen mit Hendrik Riehmer über 21,41 Prozent der Stimmrechte an Berenberg.
Peters beendete seine Tätigkeit als Sprecher der persönlich haftenden Teilhaber und auch als persönlich haftender Teilhaber selbst zum Jahresende 2021. Er wechselte stattdessen in den Verwaltungsrat der Bank.

## Ämter
Hans-Walter Peters war vom 11. April 2016 bis 22. April 2020 sowie erneut vom 11. August 2020 bis 30. Juni 2021 Präsident des Bundesverbandes deutscher Banken.
Peters ist zudem stellvertretender Aufsichtsratsvorsitzender der Universal Investment GmbH, Mitglied im Aufsichtsrat des BVV Versicherungsvereins des Bankgewerbes a. G. sowie Mitglied im Kuratorium des Übersee-Clubs. Darüber hinaus war er Mitglied des Beirats im Prüfungsverband der deutschen Banken e.V. sowie Vorstandsmitglied der Stiftung WHU.
Seit 1. Januar 2018 ist Peters Mitglied des Verwaltungsrates der Kreditanstalt für Wiederaufbau.
Ende November 2021 wurde Peters in den Aufsichtsrat der HSV Fußball AG gewählt, in die die Lizenzspielerabteilung des Hamburger SV ausgegliedert ist.

## Schriften
- Kapitalmarkttheorie und Aktienmarktanalyse (Europäische Hochschulschriften, Reihe V, 796), Lang, Frankfurt am Main [u. a.] 1987, ISBN 3-8204-0199-7.